# Franciszek Suski
Franciszek Suski herbu Pomian – wojski żydaczowski w latach 1690-1702, wicesgerent przemyski, sędzia kapturowy ziemi przemyskiej w 1696 roku. 